# Æthelwold van Winchester

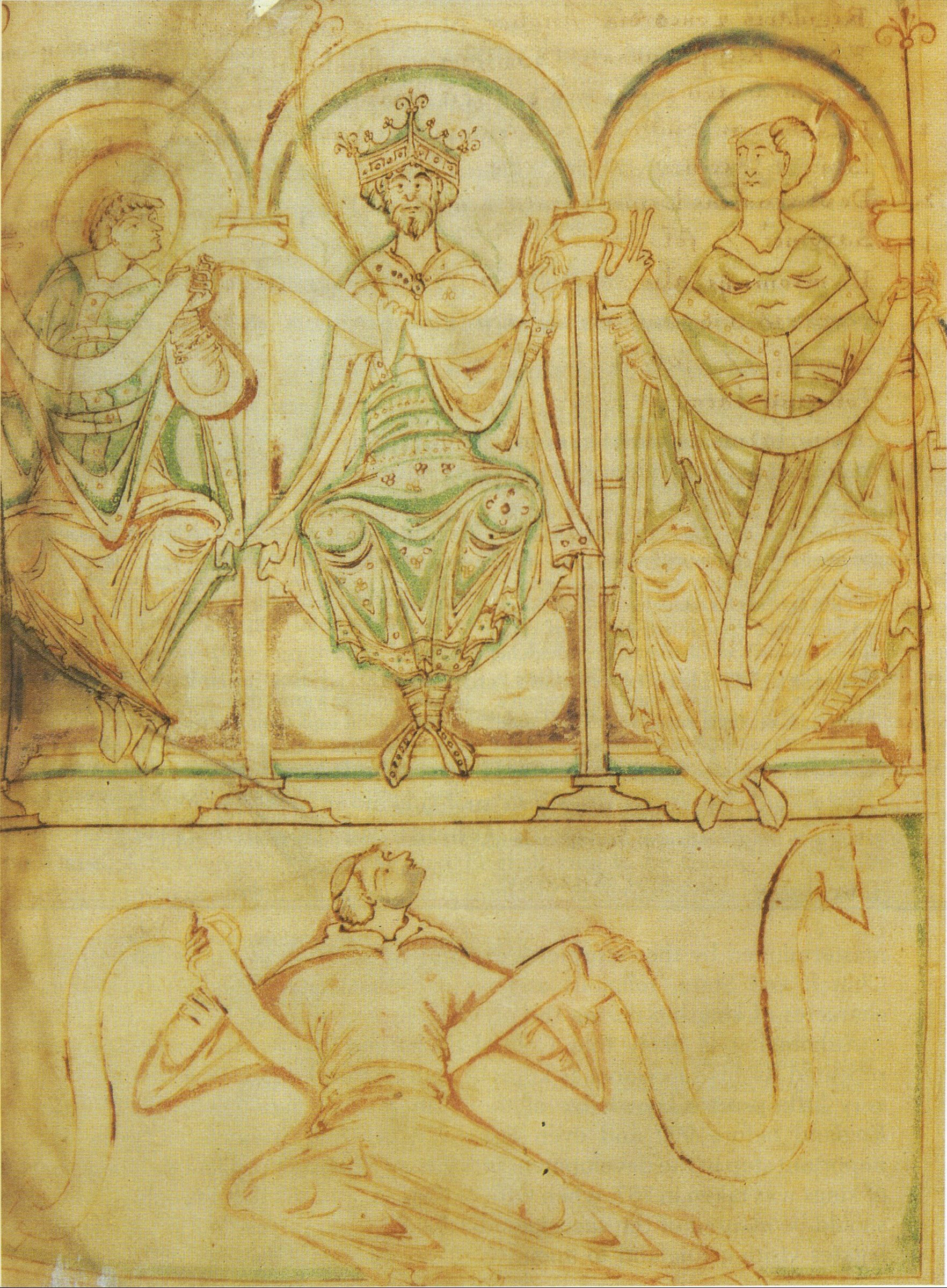

Æthelwold (Winchester, ca. 908 - 984) was Angelsaksisch bisschop van Winchester. Op 29 september 963 werd hij door aartsbisschop Dunstan tot bisschop gewijd.
Æthelwold bracht zijn jeugd door aan het hof van koning Æthelstan. Hij studeerde en werd monnik in Glastonbury toen Dunstan daar abt was. Later werd hij abt van een in verval geraakt klooster in Abingdon, waar hij de Regel van Benedictus invoerde.
Bij de aanvang van de regering van koning Edgar benoemde deze Dunstan tot aartsbisschop van Canterbury en Æthelwold tot bisschop van Winchester. Koning Edgar was een verlichte vorst die de bevordering van de wetenschap stimuleerde. Dunstan en Æthelwold speelden hierbij een belangrijke rol. De koning gaf Æthelwold onder meer de opdracht de Regel van Benedictus in het Angelsaksisch te vertalen ten behoeve van de novicen, die over het algemeen het Latijn niet beheersten.
Æthelwold droeg in belangrijke mate bij tot de hervorming van het nogal ingezakte kloosterwezen. Hij bouwde en herstelde abdijen in zijn bisdom, herstelde de discipline en werd een der leiders van de herleving van het kloosterleven van de 10e eeuw en was tevens koninklijk raadgever. Hij stichtte in Winchester een school, die uitgroeide tot een centrum van wetenschap. Æthelwold steunde de liturgische kunsten, zoals muziek en tekstverluchting. Hij schreef het Regularis Concordia, een kloosterregel, gebaseerd op de regel der benedictijnen.
Ondanks een zwakke gezondheid, leidde hij een ascetisch leven. Hij overleed op 1 augustus 984 en werd begraven in de kathedraal van Winchester. Sinds de 12e eeuw bezit de abdij van Abingdon een aantal relieken van de heilige. Æthelwold werd opgevolgd door Ælfheah.
Zijn feestdag wordt gevierd op 1 augustus. Æthelwold mag niet verward worden met de H. Aethelwald.